# 萨波奈
萨波奈（法語：Saponay，法語發音：[sapɔnɛ]）是法国上法蘭西大區埃纳省的一个市镇，属于蒂耶里堡区。

## 地理
萨波奈（49°12'50"N, 3°28'47"E）面积9.93 平方千米，位于法国上法蘭西大區埃纳省，该省份为法国北部内陆省份，北起北部省，西接索姆省和瓦兹省，东临阿登省和马恩省，西南至塞纳-马恩省，东北部与比利时接壤。
与萨波奈接壤的市镇（或旧市镇、城区）包括：阿尔西圣雷斯蒂蒂、布吕耶尔叙费尔、克拉马耶、塔德努瓦地区费尔、卢佩涅、维勒讷沃叙费尔。

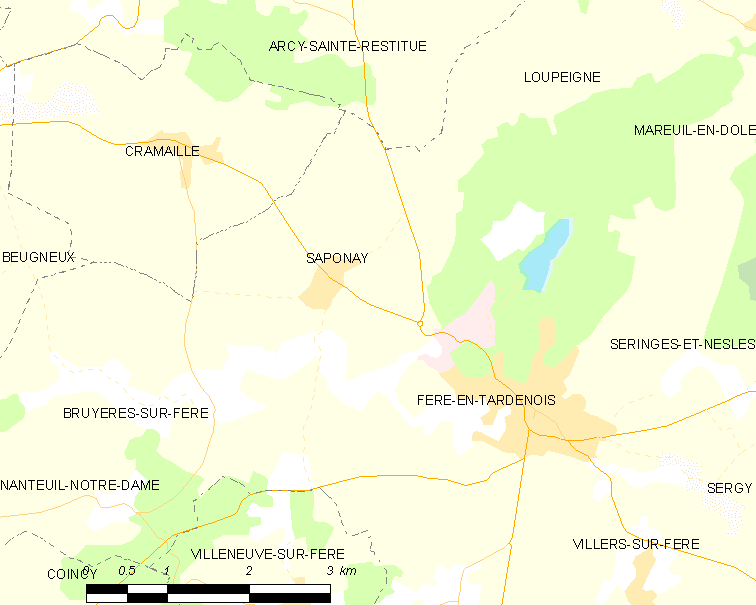
萨波奈的OSM定位图

萨波奈的时区为UTC+01:00、UTC+02:00（夏令时）。

## 行政
萨波奈的邮政编码为02130，INSEE市镇编码为02699。

## 政治
萨波奈所属的省级选区为塔德努瓦地区费尔县。

## 人口

1962-2008年间萨波奈人口变化图示

萨波奈于2022年1月1日时的人口数量为270人。